# Stora Björkgölen
Stora Björkgölen är en sjö i Askersunds kommun i Närke och ingår i Motala ströms huvudavrinningsområde. Sjöns area är 0,003 kvadratkilometer och den befinner sig 170 meter över havet.